# 精神医学で使われる診断分類と評価尺度の一覧
精神医学で使われる診断分類と評価尺度の一覧（せいしんいがくでつかわれるしんだんぶんるいとひょうかしゃくどのいちらん）では精神医学と臨床心理学にて用いられる診断分類と評価尺度を挙げる。

## 診断分類

### 診断基準
- 精神障害の診断と統計のマニュアル (DSM、Diagnostic and Statistical Manual of Mental Disorders)
- ICD-10 第5章:精神と行動の障害 (『疾病及び関連保健問題の国際統計分類』第10版)
- 中国精神障害の分類（英語: Chinese Classification of Mental Disorders）
- フェイナー基準（英語版）
- 研究診断基準 (RDC) 1970年代にDSM-IIIの下地となった基準。
- 研究領域基準 (RDoC) アメリカ国立精神衛生研究所によって開発中の構想である。

### 上記基準を用いた面接測定法
- DSM用構造化臨床面接法（英語版） (SCID)[1][2][3]
- 情動障害と統合失調症用面接基準（英語版） (SADS) [1][4]
- 情動障害と統合失調症の児童用面接基準（英語版） (K-SADS)
- 精神疾患簡易構造化面接法（英語版） (MINI)[1]
- 世界保健機関複合国際診断面接法（英語版） (CIDI)
- 分子精神医学のための臨床評価法（英語版） (SCAN)
- 遺伝研究のための精神科診断面接（英語版） (DIGS)

## 評価尺度

### ADHD
- 成人期のADHD自己記入式症状チェックリスト (ASRS v1.1)
- en:Brown Attention-Deficit Disorder Scales[5]

### 自閉症スペクトラム
- 成人期アスペルガー調査票（英語版）[6]
- 自閉症スペクトラム指数 (AQ)
- 幼年期自閉症スペクトラム検査（英語版） (CAST)[7]
- Q-CHAT (幼児における自閉症用定量的チェックリスト)[8]

### 不安
- ベック不安尺度（英語版）
- 外傷後ストレス障害臨床診断面接尺度（英語版） (CAPS)[1]
- ハミルトン不安尺度（英語版） (HAM-A)[1]
- 病院不安抑うつ尺度（英語版）
- 全般性不安障害7（英語版）
- パニック障害・広場恐怖症評価尺度（英語版） (PAgorS)[1]
- パニック障害重症度尺度（英語版） (PDSS)[1]
- PTSD症状尺度自己記入版（英語版）
- 社会不安調査票（英語版） (SPIN)
- トラウマスクリーニング質問票（英語版）
- エール・ブラウン強迫尺度（英語版） (Y-BOCS)
- ツァング自己評価式不安尺度（英語版）

### 認知症と認知障害
- en:Abbreviated mental test score
- 臨床認知症尺度（英語版） (CDR)[1]
- en:General Practitioner Assessment Of Cognition
- en:Informant Questionnaire on Cognitive Decline in the Elderly (IQCODE)
- ミニメンタルステート検査

### 解離
- 解離体験尺度（英語版） (DES)
- DSM-IV解離性障害用構造化臨床面接（英語版） (SCID-D-R)[1]

### うつ病
- ベックうつ病尺度（英語版） (BDI)
- ベック絶望感尺度（英語版）
- 疫学研究用うつ病尺度（英語版） (CES-D)
- エジンバラ産後うつ病尺度（英語版） (EPDS)
- en:Geriatric Depression Scale (GDS)
- ハミルトンうつ病評価尺度 (HAM-D)[1]
- 病院不安抑うつ尺度（英語版）
- en:Kutcher Adolescent Depression Scale (KADS)
- 大うつ病調査票（英語版） (MDI)
- Montgomery Asbergうつ病評価尺度 (MADRS)[1]
- ツァング自己評価式抑うつ尺度（英語版）

### 摂食障害
- 拒食行動観察尺度（英語版）
- むちゃぐい尺度（英語版） (BES)
- 摂食態度検査（英語版） (EAT-26)
- 摂食障害調査票（英語版） (EDI)

### 躁病と双極性障害
- アルトマン自己評価躁病尺度（英語版） (ASRM)
- ヤング躁病評価尺度（英語版） (YMRS)[1]

### パーソナリティとパーソナリティ障害
- 日本版Buss-Perry攻撃性質問表（英語版） (AGQ)
- ヘアサイコパシーチェックリスト（英語版）
- ミネソタ多面人格目録
- 自己愛性パーソナリティ調査票（英語版）

### 統合失調症と精神病
- 簡易精神症状評価尺度（英語版） (BPRS)[1]
- 陽性・陰性症状評価尺度 (PANSS)[1]
- 陽性症状評価尺度（英語版） (SAPS)[1]
- 陰性症状評価尺度（英語版） (SANS)[1]

### その他
- Barnesアカシジア尺度（英語版） (BAS)[1]
- CAGE質問票（英語版）

### 全般尺度
- 臨床全般印象度（英語版） (CGI)[1]
- 包括的精神病理学評価尺度（英語版） (CPRS)[1]
- 機能の全体的評定尺度 (GAF)[1]
- 児童用総合評価尺度（英語版） (CGI)[1]